# Grão-Duque da Finlândia

Brasão de armas do Grão Duque da Finlândia

Grão-Duque da Finlândia (em sueco:  Storfurste av Finland, em finlandês:  Suomen suuriruhtinas, em russo:  Великий князь Финлядский) era um titulo usado entre 1580 e 1809 pelos Monarcas da Suécia.  Entre 1809 e 1917, era o título oficial do chefe da região autônoma do Grão-Ducado da Finlândia, que era o Imperador da Rússia.
A forma anacrônica feminina do título em Inglês é normalmente Grand Princess of Finland (em sueco:  Storfurstinna av Finland). As únicas mulheres a usarem o titulo foram a Rainha Christina e a Rainha Ulrika Eleonora. Alguns príncipes da Suécia também foram chamados de Grão Príncipe da Finlândia ou mais frequentemente Grão-Duque da Finlândia em sueco:  Storhertig av Finland, em finlandês:  Suomen suurherttua).

## Era Sueca
Por volta de 1580, o Rei João III da Suécia, que havia sido anteriormente (1556-1563) o Duque da Finlândia, tomou o título subsidiário de Grão Príncipe da Finlândia  (em sueco:  Storfurste, em finlandês:  Suomen suuriruhtinas) para os Monarcas do Reino da Suécia, aparecendo pela primeira vez nos registros em 1581 (embora tenha sido usado por João III em 1577). Durante esses anos, João era estava em contenda com seu vizinho do leste, o Czar Ivã, o Terrível, que possuía uma coleção de títulos subsidiários como Grão Príncipe de vários antigos principados russos e províncias. O uso de Grão Príncipe, em nome de João, era uma contramedida para indicar sua posição forte como soberano da Suécia, também um país com diversos reinos e regiões dependentes, igual ao czarismo na Rússia. Não só a Finlândia foi anexada, mas a Carélia, Íngria e a Livônia, todas elas adjacentes da fronteira entre Suécia e Rússia. Diz-se que o primeiro uso do novo título foi em uma reunião com o czar Ivan.
Durante os próximos 140 anos, o título foi usado pelos sucessores de João no trono, com exceção de Carlos IX que listou os finlandeses como uma das muitas nações sobre as quais ele era o rei durante 1607 – 1611. Como o título só tinha uma natureza subsidiária, sem qualquer significado de concreto, foi usado principalmente em ocasiões muito formais, juntamente com uma longa lista de novos títulos reais. O último monarca sueco a usar o título foi a Rainha Ulrika Eleonora, que abdicou em 1720. No entanto, em 1802, o Rei Gustavo IV Adolfo deu o título a seu filho recém-nascido, o príncipe Carl Gustaf, que morreu três anos depois.

## Era Russa
Durante a Guerra finlandesa entre a Suécia e a Rússia, os quatro estados que ocupavam a Finlândia (Riksdag of the Estates) reuniram-se na Dieta de Porvoo (parecido com a Dieta do Japão) em 29 de março de 1809 para  jurar lealdade a Alexandre I da Rússia, que já havia anteriormente durante a guerra começado a usar o nome  Grão-Duque da Finlândia à sua longa lista de títulos. Após a derrota da Suécia na guerra e com a assinatura do Tratado de Fredrikshamn em 17 de Setembro de 1809, a Finlândia tornou-se uma verdadeiro  entidade autônoma do Grão-Ducado da Finlândia como parte da Rússia Imperial.
O Imperador governou a Finlândia através de seu governador e de um Senado nativo por ele nomeado. O país, no entanto, gozava de um elevado grau autonomia, até sua independência em 1917. A Finlândia foi declarada uma república independente, mas após a Guerra Civil, houve uma mal-fadada tentativa de impor uma monarquia.
Hoje, não há pretendentes ao título do Grão-Duque da Finlândia.